# Eduard Mira
 (avril 2024).
Si vous disposez d'ouvrages ou d'articles de référence ou si vous connaissez des sites web de qualité traitant du thème abordé ici, merci de compléter l'article en donnant les références utiles à sa vérifiabilité et en les liant à la section « Notes et références ».
Pour les articles homonymes, voir Mira.
Eduard Mira i González, né le 1er août 1945 à Valence en Espagne, est un sociologue et écrivain espagnol, docteur en histoire et géographie et professeur de sociologie à l'université d'Alicante.

## Biographie
Il est spécialiste du développement urbain européen et a publié différentes études relatives à la mémoire collective. Responsable de diverses séries d'événements commémoratifs tenues dans la Communauté valencienne (il fut commissaire de l'Any Ausiàs March et de l'Any Jaume I, en 1997 et 2008 respectivement, et coordinateur de l'Any dels Borja en 2000), il fut également directeur du siège de l'Institut Cervantes en Belgique de 1996 à 2005.
En 2009 son roman Escacs de mort fut récompensé du prix Alfons el Magnànim de Narrativa.

## Œuvres
- (ca) De impura natione, avec Damià Mollà Beneyto (1986, prix Joan Fuster d'essai)
- (es) El Mediterráneo, entre Europa y el Islam: prólogo a la Guerra del Golfo, la Última Cruzada (1991)
- (ca) Les tribulacions d'un espia vell (2007)